# Cherif Ndiaye
Pape Cherif Ndiaye (ur. 23 stycznia 1996 w Dakarze) – senegalski piłkarz, występujący na pozycji napastnika.

## Kariera

### Młodość i Waasland-Beveren
Ndiaye zaczął grać w piłkę nożną w klubie Grand Yoff FC. Napastnik swoją grą zainteresował skautów europejskich klubów, takich jak m.in. Amiens SC, Paris Saint-Germain czy Waasland-Beveren, do którego ostatecznie zdecydował się przejść i podpisał kontrakt do końca sezonu 2016/2017. Zadebiutował 21 stycznia 2017, w przegranym 0:1 meczu z KV Oostende podczas 22. kolejki Jupiler Pro League. Swoją debiutancką bramkę dla klubu zdobył 31 marca 2018 w 1. kolejce fazy play-off o Ligę Europy grupy A, w przegranym 4:1 meczu z KV Kortrijk. Było to honorowe trafienie dla zespołu gości. W belgijskim klubie grał przez trzy sezony, łącznie występując w 13 meczach oraz strzelając jedną bramkę.

### HNK Gorica
20 stycznia 2019 chorwacki klub ogłosił, że Ndiaye zostanie jego zawodnikiem. Piłkarz podpisał 3-letni kontrakt. W klubie zadebiutował 3 lutego 2019, wchodząc z ławki w 86. minucie meczu za Łukasza Zwolińskiego, w przegranym meczu 3:1 z Rijeką podczas 19. kolejki 1. HNL. Pierwszego gola dla zespołu Byków strzelił 2 marca 2019, w wygranym 3:1 spotkaniu z NK Rudeš. W tym meczu grał na pozycji ofensywnego pomocnika i zdobył 2 bramki - prawą oraz lewą nogą, które otworzyły i ustaliły ostateczny wynik spotkania.

### Göztepe SK
24 sierpnia 2020, napastnik został wypożyczony, z opcją pierwokupu, na okres jednego sezonu do Göztepe SK. W tureckim klubie zadebiutował 12 września 2020, zmieniając w 80. minucie, Browna Ideye'ego, podczas domowego, wygranego 5:1 meczu 1. kolejki z Denizlisporem. Pierwszą bramkę zdobył 7 listopada 2020, w meczu 7. kolejki z BB Erzurumsporem i była to jedyna bramka Göztepe SK w tym spotkaniu.

## Statystyki kariery

### Klubowa
| Klub               | Sezon              | Liga               | Liga  | Liga   | Puchar kraju | Puchar kraju | Kontynentalne | Kontynentalne | Inne  | Inne   | Suma  | Suma   |
| Klub               | Sezon              | Poziom             | Mecze | Bramki | Mecze        | Bramki       | Mecze         | Bramki        | Mecze | Bramki | Mecze | Bramki |
| ------------------ | ------------------ | ------------------ | ----- | ------ | ------------ | ------------ | ------------- | ------------- | ----- | ------ | ----- | ------ |
| Waasland-Beveren   | 2016/2017          | Eerste klasse A    | 3     | 0      | 0            | 0            | –             | –             | 1     | 0      | 4     | 0      |
| Waasland-Beveren   | 2017/2018          | Eerste klasse A    | 4     | 0      | 0            | 0            | –             | –             | 4     | 1      | 8     | 1      |
| Waasland-Beveren   | 2018/2019          | Eerste klasse A    | 1     | 0      | 0            | 0            | –             | –             | 0     | 0      | 1     | 0      |
| Waasland-Beveren   | Łącznie            | Łącznie            | 8     | 0      | 0            | 0            | –             | –             | 5     | 1      | 13    | 1      |
| HNK Gorica         | 2018/2019          | Prva HNL           | 17    | 8      | –            | –            | –             | –             | –     | –      | 17    | 8      |
| HNK Gorica         | 2019/2020          | Prva HNL           | 33    | 7      | 3            | 4            | –             | –             | –     | –      | 36    | 11     |
| HNK Gorica         | 2020/2021          | Prva HNL           | 2     | 0      | 0            | 0            | –             | –             | –     | –      | 2     | 0      |
| HNK Gorica         | Łącznie            | Łącznie            | 52    | 15     | 3            | 4            | –             | –             | –     | –      | 55    | 19     |
| Göztepe SK (wyp.)  | 2020/2021          | Süper Lig          | 36    | 10     | 1            | 2            | –             | –             | –     | –      | 37    | 12     |
| Łącznie w karierze | Łącznie w karierze | Łącznie w karierze | 96    | 25     | 4            | 6            | –             | –             | 5     | 1      | 105   | 32     |